# Kisaura euandros
Kisaura euandros là một loài Trichoptera trong họ Philopotamidae. Chúng phân bố ở miền Cổ bắc.